# Усобица Святославичей
Междоусобная война на Руси 977—978 годов — междоусобная война сыновей киевского князя Святослава Игоревича за «старейшинство» и киевский престол после смерти отца. Этот конфликт, описанный в «Повести временных лет», является одной из первых документированных междоусобиц в Древнерусском государстве.

## Предыстория
Перед походом в Болгарию великий князь киевский Святослав Игоревич разделил свои владения между тремя сыновьями, чтобы обеспечить управление ими в его отсутствие. Старший сын Ярополк Святославич получил Киев — главный престол Руси, Олег Святославич получил Древлянскую землю с центром во Вручии, Владимир Святославич получил Новгород. Святослав погиб в 972 году в стычке с печенегами у днепровских порогов, возвращаясь из неудачного похода на Балканы. На протяжении нескольких лет после его смерти сыновья соблюдали разделение власти согласно фактическому положению дел, однако отсутствие чёткого порядка наследования и амбиции каждого из Святославичей привели к междоусобной войне. Ярополк, возможно находившийся под влиянием могущественного воеводы Свенельда, стремился к укреплению верховной власти и ликвидации уделов, тогда как два других брата пытались защитить свои уделы и не были готовы признать верховную власть Ярополка.

## Ход усобицы
Важной предпосылкой стало убийство Люта Свенельдича в Древлянской земле около 975 года. Лют, дружинник Ярополка и сын Свенельда, охотился в землях Олега, что последний расценил как нарушение своих прав. Свенельд, разгневанный гибелью сына, подтолкнул Ярополка к войне против Олега. Ярополк собрал войско и выступил в 977 году против Олега в Древлянскую землю. В битве у Вручия (ныне Овруч Житомирской области) Олег потерпел поражение и бежал в город. При отступлении, в давке у городских ворот, Олег был сброшен в ров и погиб, задавленный телами и лошадьми. Ярополк захватил Древлянскую землю, присоединив её к своим владениям.
Смерть Олега сделала Ярополка главным претендентом на объединение Руси. Владимир, будучи сыном ключницы Малуши и младшим из братьев, был менее легитимным, однако не собирался покориться брату. Опасаясь за свою жизнь, он бежал из Новгорода «за море» (вероятно, в Скандинавию, к варягам). Новгород временно перешёл под контроль Ярополка, который стал править почти всей Русью (за исключением Полоцка, находившегося под контролем Рогволода). В изгнании Владимир при поддержке воеводы Добрыни собрал варяжское войско, чтобы вернуться и оспорить власть у Ярополка. В 978 году он вернулся с варягами в Новгород, изгнал наместников Ярополка и начал поход на Киев. По пути он подчинил себе Полоцк, убив Рогволода и взяв силой в жёны его дочь Рогнеду.
Затем Владимир осадил Киев. Ярополк по совету своего приближённого Блуда покинул город и укрылся в крепости Родень. Блуд, однако, предал Ярополка, убедив его сдаться Владимиру. Ярополк явился на переговоры в стан Владимира, но был убит двумя варягами, заколотый мечами. Датировка этого события в разных летописях варьирует. Некоторые называют 978 год, некоторые 980 год, причём первая дата выглядит более логичной. Владимир стал единоличным князем киевским.